# Fredric Cleve
Johan Fredric Cleve, född 6 juni 1931 i Helsingfors, död 26 augusti 2008 i S:t Karins, var en finländsk teolog.
Cleve var ex officio adjunkt i Norra svenska församlingen i Helsingfors 1954–1969 och kyrkoherde i Tammerfors svenska församling 1969–1973. Han blev teologie doktor 1968 på avhandlingen Luthers nattvardslära mot bakgrunden av Gabriel Biels uppfattning av nattvard och sakrament, var biträdande professor i systematisk teologi vid Åbo Akademi 1973–1990 och professor där 1990–1996. Som forskare intresserade han sig främst för dogmatiken och lade genom sina studier över Martin Luther grunden till en expertkunskap om luthersk teologi, vilket hade stor betydelse för Finlands lutherska kyrkas självförståelse. Vid sidan av detta ägnade han sig också åt bland annat psalmforskning.